# Johann Carl Ziegler-de Bary
Johann Carl Ziegler-de Bary (* 10. Oktober 1798 in Frankfurt am Main; † 17. April 1847 ebenda) war ein deutscher Kaufmann und Politiker.

## Leben
Ziegler-de Bary lebte als Kaufmann in Frankfurt am Main. Die Firma Ziegler-de Bary handelte mit Stoffen. Von 1835 bis 1847 war er Mitglied und von 1844 bis 1847 Senior, also Kammerpräsident der Handelskammer Frankfurt. 1844 gehörte er zu den Mitbegründern der Frankfurter Aktiengesellschaft für Rhein- und Mainschifffahrt. Von 1835 bis 1846 war er Mitglied des Gesetzgebenden Körpers der Freien Stadt Frankfurt und dort 1846 Vizepräsident.